# Deep Gill
Der Deep Gill ist ein Fluss im Lake District, Cumbria, England. Der Deep Gill entsteht an der Nordseite des Haycock und fließt in nördlicher Richtung bis zu seiner Vereinigung mit dem Silvercove Beck zum Woundell Beck.